# Travaux du Zuiderzee
| \| Localisation du Zuiderzee dans le Monde \| Polder pilote Andijk · (1927) Amsteldiepdijk (1924) Afsluitdijk · (1932) Houtribdijk (1975) Knardijk (1956) Flevoland de l'Est · (1957) Flevoland du Sud · (1967) Noordoostpolder · (1942) Wieringermeer · (1930) IJsselmeer Markermeer Mer des Wadden Marken Urk Schokland Wieringen Amsterdam Hollande du Nord Ultrecht Frise Gueldre Overijssel Récupération Existant Eau douce Eau salée |
| Localisation du Zuiderzee dans le Monde |

| Localisation du Zuiderzee dans le Monde |

Les travaux du Zuiderzee sont les projets de fermeture et de poldérisation du golfe du Zuiderzee aux Pays-Bas. Ils comptent parmi les plus grands projets d'ingénierie jamais entrepris. La publication des plans par l'ingénieur Cornelis Lely date de 1891, l'achèvement de la digue Enkhuizen-Lelystad date de 1975. Ces travaux, ainsi que le Plan Delta, sont considérés comme l'une des merveilles du monde moderne par l'American Society of Civil Engineers.

## Les raisons du projet
La fin de la glaciation remonte à environ 10 000 ans et le niveau de la mer a monté d'une dizaine de mètres.
À l'époque des Romains, le lac Flevo occupe le centre du pays. Après la guerre de Quatre-Vingts Ans (1568-1648) la Hollande a prospéré et la technique des moulins à vent se développe considérablement ce qui permet de drainer des terres. Au fil des ans, il devient possible d'assécher de nombreuses étendues d'eau, le Beemster est un exemple célèbre.
La vieille idée de contrôler le Zuiderzee revient souvent à la surface, surtout après des inondations. Après un certain nombre d'inondations dans les environs d'Amsterdam, l'idée de faire des travaux se renforce. L'un des premiers plans date de 1667 par Hendrik Stevin, le fils du célèbre mathématicien Simon Stevin. Il a déclaré vouloir apprivoiser le Zuiderzee, en joignant les îles de la Frise à la Frise. Cela permettrait d'éliminer le risque d'inondation et permettrait la récupération de terres. Toutefois, ce projet s'est avéré impossible : les techniques de construction de digues de l'époque n'étaient pas suffisamment avancées.
Au XIXe siècle, la bonification des terres a marqué un pas décisif. Le plan de Lely 1891 propose l'assèchement de terres argileuses, tandis que les sols sableux situés à peu près au milieu du Zuiderzee resteraient sous les eaux. Lely propose donc des polders, qui coïncident pratiquement avec les zones argileuses sauf au niveau de l'IJ (Amsterdam). Une demande a été faite au gouvernement local pour la protection du littoral, mais les finances ne pouvaient pas suivre. Toutefois, l'inondation de 1916 a fait prendre conscience du danger et la loi a été votée.

## Les travaux réalisés
| Projet                          | Digue                                              | Longueur | Début        | Fermeture         | Superficie  | Drainage         |
| Connexion de l'île de Wieringen | Amsteldiepdijk                                     | 2,5 km   | 29 juin 1920 | 31 juillet 1924   | —           | —                |
| Fermeture du Zuiderzee          | Afsluitdijk                                        | 32 km    | janvier 1927 | 23 mai 1932       | —           | —                |
| Polder pilote Andijk            | Andijk                                             | 1,9 km   | 1926         | début 1927        | 40 ha       | 27 août 1927     |
| Wieringermeer                   | Grande digue du Wieringermeer                      | 18 km    | 1927         | 27 juillet 1929   | 20 000 ha   | 31 août 1930     |
| Noordoostpolder                 | Digues du Noordoostpolder                          | 55 km    | 1936         | 13 décembre 1940  | 48 000 ha   | 9 septembre 1942 |
| Polder Flevoland de l'Est       | Digues du Flevoland de l'Est, Knardijk, etc.       | 90 km    | début 1950   | 13 septembre 1956 | 54 000 ha   | 29 juin 1957     |
| Polder Flevoland du Sud         | Digues du Flevoland du Sud, Oostvaardersdijk, etc. | 70 km    | Début 1959   | 25 octobre 1967   | 43 000 ha   | 29 mai 1968      |
| Markerwaard                     | Houtribdĳk                                         | 28 km    | 1963         | 4 septembre 1975  | (41 000 ha) | non effectué     |

## Maintenance
| \| Localisation du IJsselmeer dans le Monde \| Amsteldiepdijk Afsluitdijk Houtribdĳk Flevopolder Noordoostpolder Wieringermeer IJsselmeer Markermeer Mer de Wadden Vissering Stat. de pompage Wortman Blocq van Kuffeler Buma Colijn Lovink Lely Smeenge Leemans Écluse Stevin Houtrib Lorentz Krabbersgat Naviduct Nijkerker Écluses d'Orange Hollande du Nord Ultrecht Frise Gueldre Overijssel Récupération Existant Eau douce Eau salée Amsterdam |
| Localisation du IJsselmeer dans le Monde |

| Localisation du IJsselmeer dans le Monde |

### Création de l'Association Zuiderzee
En 1882, Age Buma présente un projet de loi afin de déterminer s'il était possible de drainer le Zuiderzee. Il ne voulait assécher que la partie sud du golfe.

### Recherche
L'Association Zuiderzee a été créée, pour répondre aux questions:
1. Quelles parties du Zuiderzee et de la mer des Wadden à assécher?
2. Est-il possible de construire un barrage?
3. Si oui, à quel endroit ? Faut-il englober la rivière IJssel ?
4. Quels sont les avantages et les inconvénients?

Les questions posées étaient de savoir s'il faut faire de la récupération des terres, plutôt que  de la protection. Après tout, on pouvait profiter du barrage pour assécher de nouvelles terres. Peu d'initiatives privées avaient vu le jour. Que se passera-t-il lorsque l'IJssel sera fermé? 
Si un lac est créé plus au nord (au-delà de Zwolle - Wadden) l'eau stagnante risque-t-elle de laisser cet endroit s'enliser assez vite? Pour cette raison, certains projets précédents avaient prévu un barrage au sud de la bouche IJsselmeer, près de Enkhuizen à Kampen.

### Les recherches abordées par Lely (Plan Lely)
Lely a préparé plusieurs expéditions pour déterminer la nature des sols, la profondeur et quels sont les courants marins. Cela a duré pendant plusieurs étés. Étonnamment les plans précédents arrivaient aux mêmes conclusions, ceci est probablement dû au hasard. Le chenal d'écoulement qui aboutit vers la mer de Wadden, c'est-à-dire la zone non poldérisée est là où l'argile ne s'est pas déposé, c'est la zone la plus pauvre du Zuiderzee. Les hauteurs des digues correspondaient aux estimations précédentes. La superficie du lac devait être suffisamment importante pour qu'il ne s'envase pas rapidement, la partie non récupérée correspond à la partie sableuse.
L'Association Zuiderzee a publié ses résultats dans huit documents techniques entre 1887 et 1892. Ce plan est presque exactement réalisé par Lely, et chaque décision est encore visible sur la carte.
L'Association Zuiderzee a été dirigé par Lely a constaté qu'il était possible de fermer le Zuiderzee  par un barrage, avec le drainage de l'IJssel les travaux pouvaient commencer.

### Le projet
Le 21 mars 1918, la loi-cadre Zuiderzeewet est adoptée par la Chambre des représentants et approuvée le 13 juin par le Sénat. La loi dispose qu'au nom de l’État, le Zuiderzee sera fermé par un barrage (formulation: "allant de la côte nord néerlandais par Amsteldiep à l'île de Wieringen et à l'île de la Frise Piaam "). Elle prévoit également l'assèchement de certaines portions du Zuiderzee, le gouvernement devant décider des endroits à poldériser.
Lely calcula que le barrage coûterait 40 millions de florins et l'ensemble du plan 200 millions de florins (soit le budget annuel de l’État), mais cette dépense en remplace d'autres. L'emplacement de la digue a été déterminé par les considérations suivantes : le désir de construire le Wieringermeer protégé, ce qui en fait une digue du polder de petits besoins.
Bien qu'une digue entre Enkhuizen et Stavoren offrirait le chemin le plus court mais passerait par des parties plus profondes. Un effondrement qui s'est déjà produit dans le nord-ouest pourrait se reproduire.
Un barrage plus au nord, dans la mer des Wadden, ou même entre les îles des Wadden, le problème semblait plus facile. La mer des Wadden offre peu ou pas d'argile de drainage, et la longueur du barrage augmenterait de façon spectaculaire. La liaison des îles demanderait de combler quelques profondeurs allant jusqu'à  20 m, ce qui serait coûteux et risqué.
Lely a proposé le barrage de Wieringen à Piaam (Frise). Les calculs physiques de Hendrik Lorentz ont conclu que l'arrivée un peu au nord de Zurich, réduirait le danger de tempête.
Après la construction du barrage le Zuiderzee devient l'IJsselmeer au sud du barrage et la mer de Wadden au nord.

### L'utilisation des terres sur les polders créés
| Polder             | Dimension | Agriculture | Résidentiel | Nature | Infrastructure |
| ------------------ | --------- | ----------- | ----------- | ------ | -------------- |
| Wieringermeer      | 200 km2   | 87 %        | 1 %         | 3 %    | 9 %            |
| Noordoostpolder    | 480 km2   | 87 %        | 1 %         | 5 %    | 7 %            |
| Flevoland de l'Est | 540 km2   | 75 %        | 8 %         | 11 %   | 6 %            |
| Flevoland du Sud   | 430 km2   | 50 %        | 25 %        | 18 %   | 7 %            |

### Les moyens de pompage
Le flevopolder est équipé des stations:
- Blocq van Kuffeler
- Colijn
- Lovink
- Wortman

Le noordoostpolder est équipé des stations:
- Buma
- Smeenge
- Vissering

Le Wieringermeer est équipé des stations:
- Leemans
- Lely

L'IJsselmeer est vidangé naturellement à marée basse, dans l'avenir si le niveau des océans s'élève, il est possible qu'une station de pompage soit nécessaire.

### Les modifications apportées au projet initial
Les travaux ont suivi les grandes lignes du plan Lely de 1891, toutefois quelques modifications seront apportées au cours du projet :
- Le barrage se termine à Zurich (dans la province de Frise) et pas à Piaam.
- La hauteur du barrage a été élevée à la suite des calculs de Hendrik Lorentz (vers 1921).
- Le Flevopolder a été construit en deux parties et des lacs de bordure ont été ajoutés.
- Parce que le Wieringermeer a été construit en même temps que l'Afsluitdijk, la digue a dû être construite plus haute.

## Historique: les différents projets non réalisés

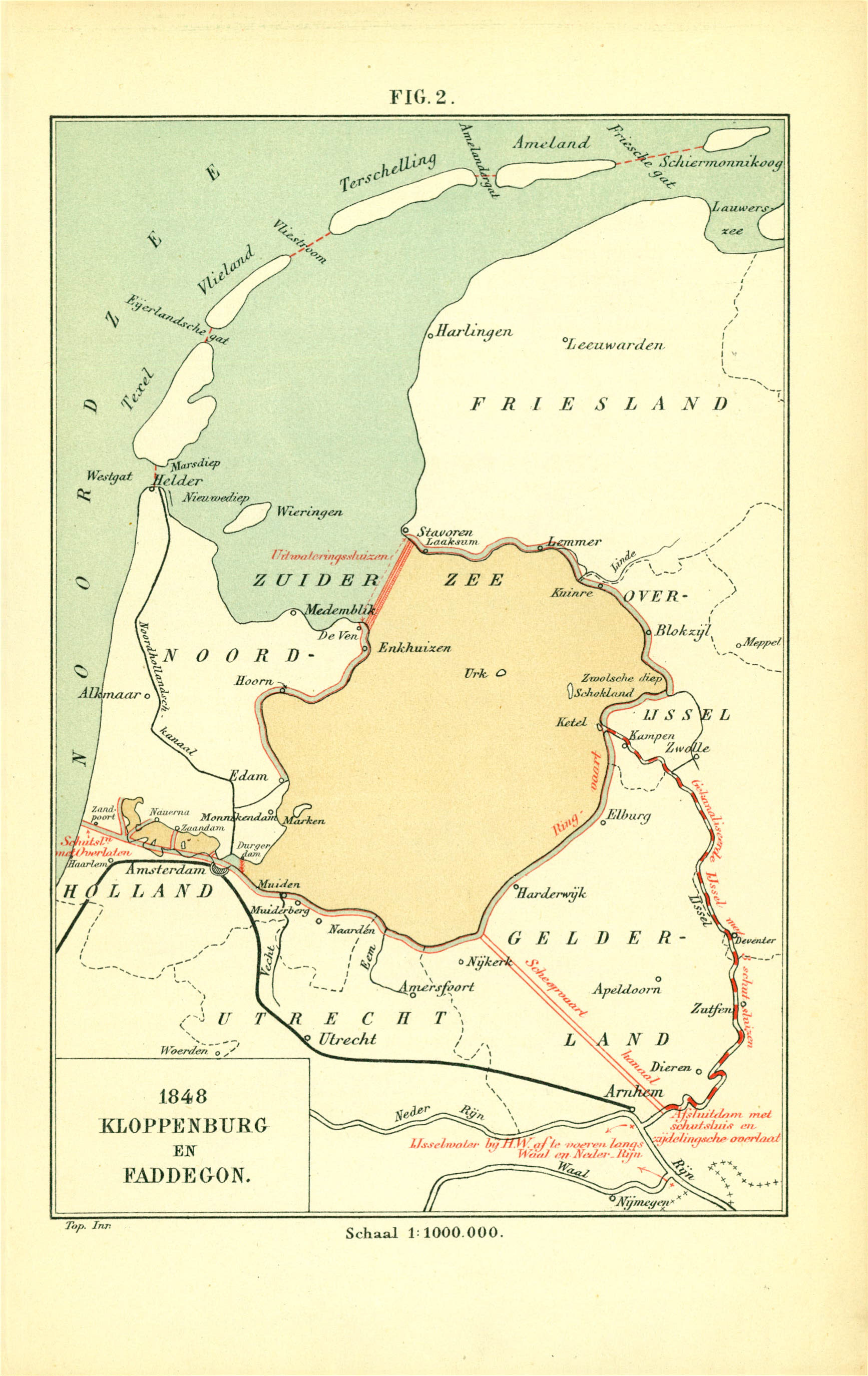
Kloppenburg en Faggedon (1848).
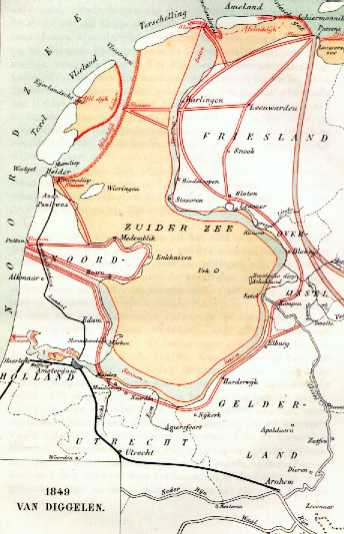
Van Diggelen (1849).
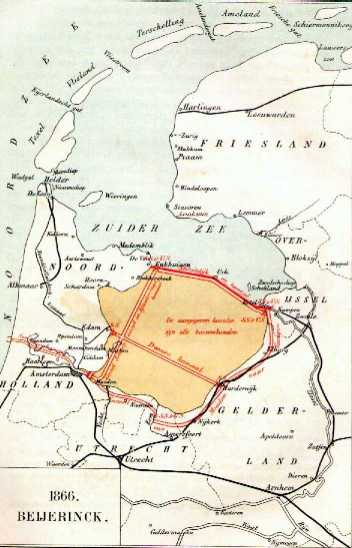
Beijerinck (1866).
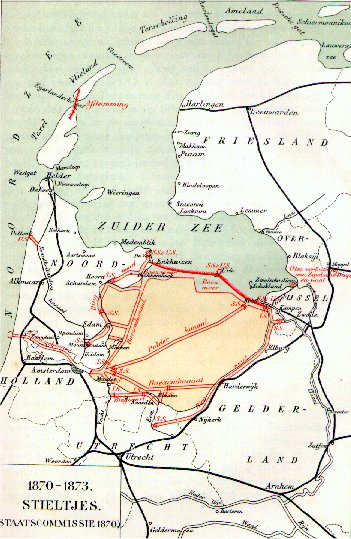
Stieltjes (1873).
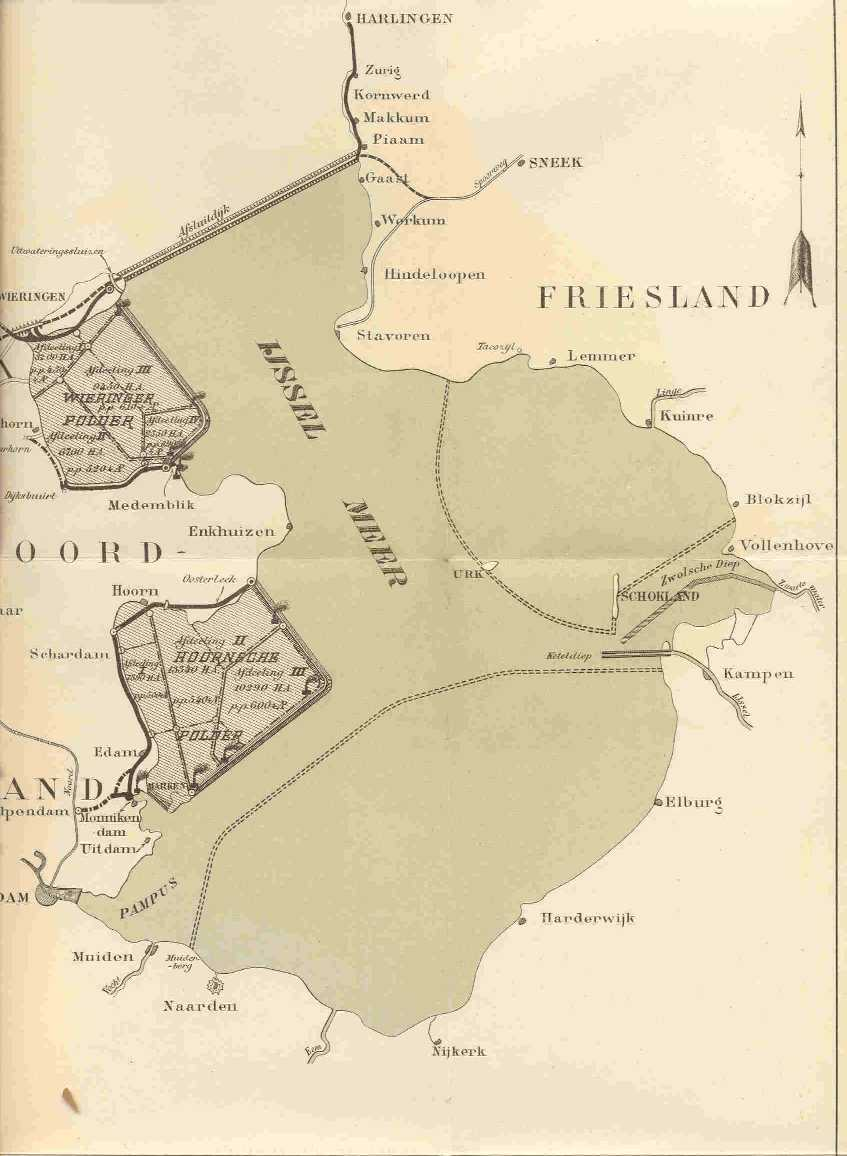
Plan de Cornelis Lely avec l'Afsluitdijk date inconnue.
Plan Lely (1891).
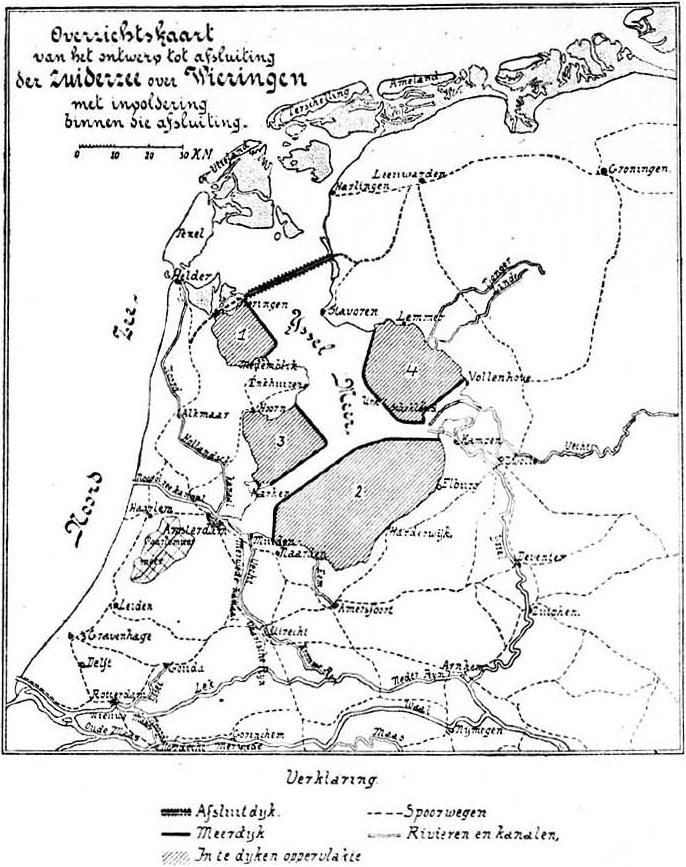
Proposition de 1907.
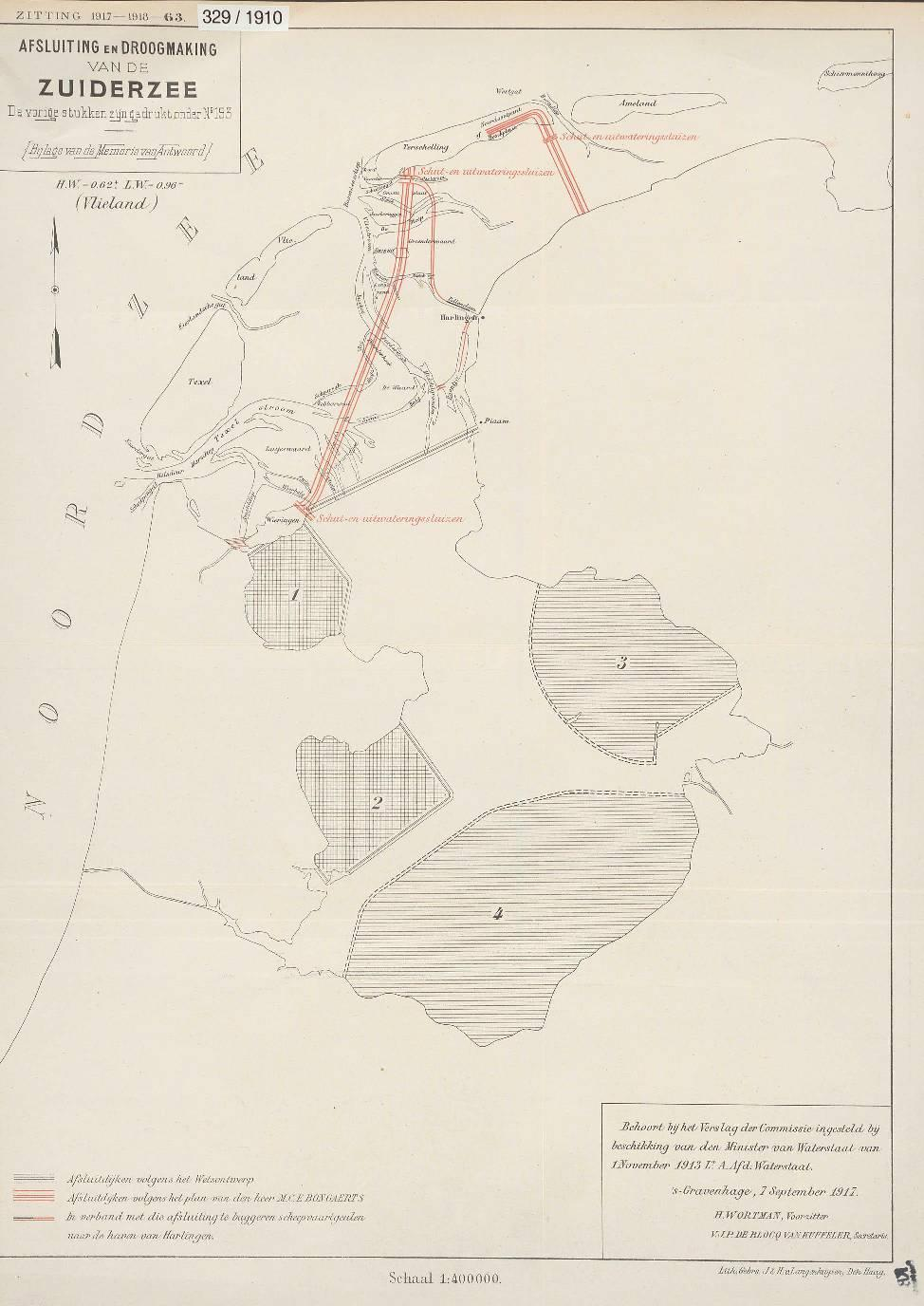
Proposition de 1917.

### Plan de Kloppenburg et Faddegon
En 1848, le juge Kloppenburg et P. Faddegon proposent des travaux : fermer une partie du Zuiderzee et éventuellement créer des polders. Les deux hommes n'avaient pas une bonne connaissance de l'eau, ils étaient fabricants de savon et mécaniciens. Ils projetaient d'assécher l'IJ et la plus grande partie du Zuiderzee qui serait fermé par une digue allant d'Enkhuizen à Stavoren. Un canal est prévu pour relier Amsterdam à la mer. Le plan ne parle pas du drainage de l'IJssel ni de la technique de drainage à utiliser.

### Plan Van Diggelen
Un an plus tard, en 1849, Ir. Diggelen BGP propose un plan plus ambitieux. Non seulement le sud du Zuiderzee, mais aussi une grande partie de la Mer des Wadden sont fermés. Les ingénieurs TJ Stieltjes et JA Beijerinck ont vu le plan et ont conclu qu'il serait techniquement et financièrement inaccessible.

### Plan Beijerinck
Récupération de la partie peu profonde du sud du Zuiderzee. Beijerinck propose en 1865 un travail privé. Avec un barrage entre Enkhuizen et Urk et la fermeture de partie sud du Zuiderzee, le drainage serait effectué grâce à des moteurs à vapeur. Le plan a finalement été rejeté par Beijerinck Conseil des Travaux publics qui concluait que le projet était financièrement beaucoup trop onéreux.

### Plan Stieltjes
Le Conseil a essayé de présenter un projet plus élaboré. Stieltjes Beijerinck a essayé d'améliorer le plan précédent en proposant des canaux plus larges pour le drainage. Il a en outre fourni un plan de canaux de l'Yssel à Ketel.

### Plan Leemans
Le premier plan à être sérieusement envisagé, présenté par Ir. WF Leemans. Il a eu une demande de la commission gouvernementale chargée d'élaborer un projet. Celui-ci était plus restreint que celui de Stieltjes Leemans, Urk restait une île. Le Zuiderzee était fermé par une digue angle de Blokker à Ketel. En 1877, un projet de loi prévoyait la mise en œuvre du projet, mais Leemans démissionna.